# Feneriș, Bihor
Feneriș este un sat în comuna Pocola din județul Bihor, Crișana, România.

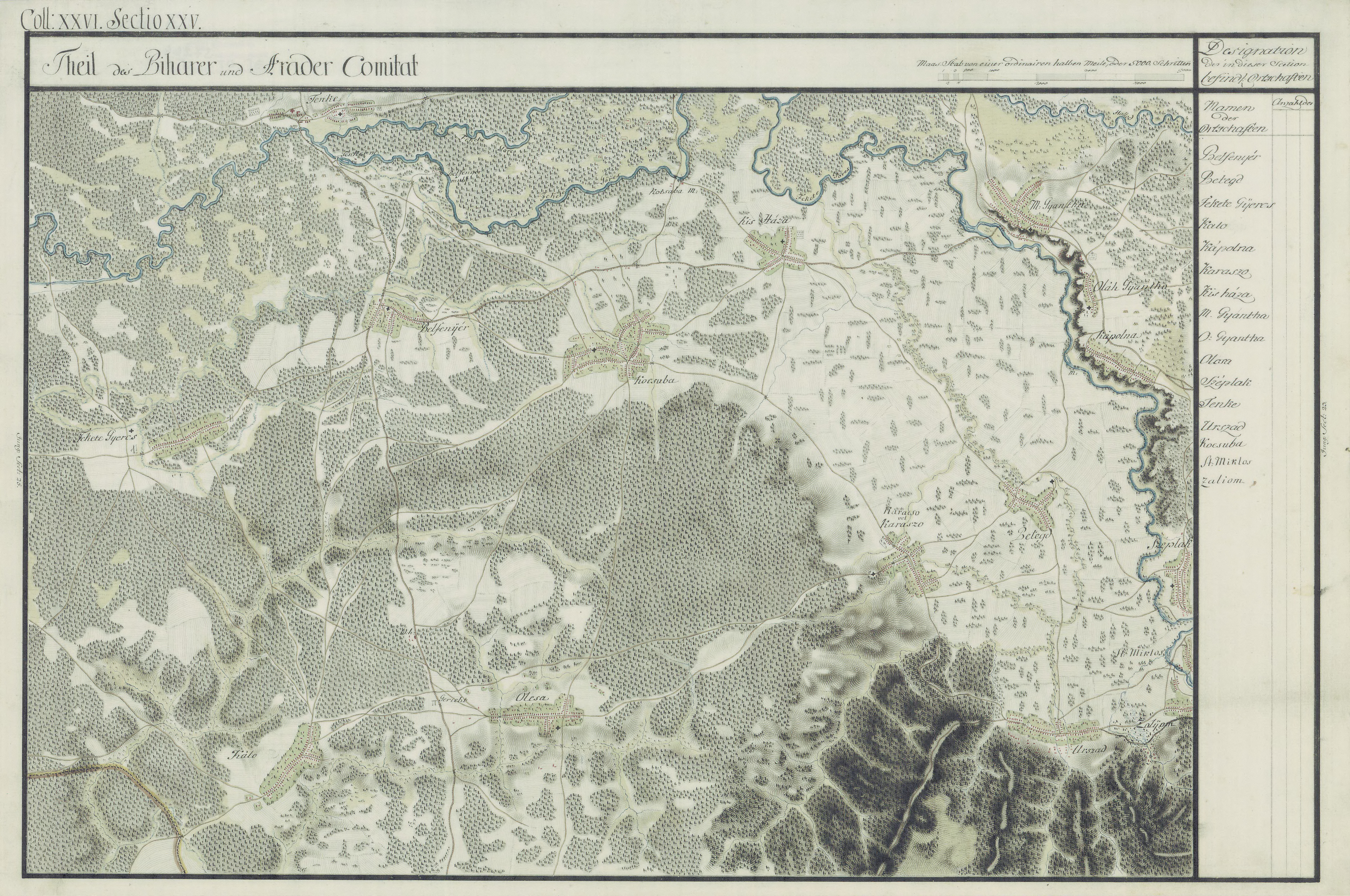
Feneriș în Harta Iozefină a Comitatului Bihor, 1782-85

 Acest articol despre o localitate din județul Bihor este deocamdată un ciot. Puteți ajuta Wikipedia prin completarea lui.